# مقاومة ساسون 1894
مقاومة ساسون 1894 تُعرف أيضًا بمقاومة ساسون الأولى، هي صراع قام بين قوات الدولة العثمانية والميليشيات الأرمينية المنتمية إلى حزب الهنشاق لحركة التحرير الوطنية الأرمينية في منطقة ساسون.

## الخلفية
كان حزب الهنشاق الديمقراطي الاجتماعي وحزب الطاشناق منظمتين أرمينيتين من الحركة الوطنية الأرمينية التي كانت نشطة في المنطقة. في عام 1894، بدأ السلطان عبد الحميد الثاني استهداف الشعب الأرميني في خطوة تمهيدية للمجازر الحميدية. وقد عزز هذا الاضطهاد المشاعر القومية بين الأرمينيين.
تم نشر الأفكار القومية الأرمينية في ساسون من قبل نشطاء حزب الهنشاق، مثل ميهران داماديان وهامبارتسوم بويادجيان وهراير.

## الصراع

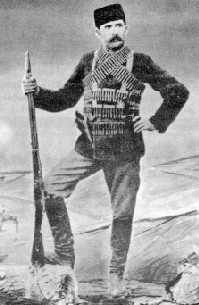
هامبارتسوم بوياجيان الملقب بميدزن مراد.

وقعت أول معركة ملحوظة في حركة المقاومة الأرمينية. واجه الأرمينيون في ساسون الجيش العثماني والقوات غير النظامية الكردية في ساسون، مما أدى لاستسلام أعداد كبيرة. لعب حزب الطاشناق أيضًا دورًا هامًا في تسليح أبناء المنطقة.
احتج وكلاء الأنباء الأجانب بشدة ضد أحداث ساسون؛ وأطلق وليام إيوارت غلادستون على السلطان عبد الحميد اسم «المجرم العظيم» أو «السلطان الأحمر». واحتجت بقية دول القوة العظمى أيضًا وطالبوا بتنفيذ الإصلاحات الموعودة من عبد الحميد. وتم إرسال لجنة تحقيق مؤلفة من ممثلين فرنسيين وبريطانيين وروسيين إلى المنطقة من أجل دراسة الموقف.

## النتائج المترتبة
في شهر مايو عام 1895، أعدت القوى الأجنبية المذكورة أعلاه مجموعة من الإصلاحات. ومع ذلك، فإنها لم تنفذ قط، لأنها لم تفرض فعليًا على تركيا العثمانية. في تلك الأيام، تغيرت سياسات الإمبراطورية الروسية مقابل المسألة الأرمينية. وفي الواقع، ساند وزير الخارجية الروسي أليكسي لوبانوف روستوفسكي النزاهة العثمانية. إضافة إلى ذلك، فإنه كان ضد الأرمينية حيث كان يريد «أرمينيا دون أرمن». من ناحية أخرى، كانت بريطانيا قد اكتسبت نفوذًا كبيرًا وقوة في مصر العثمانية وقبرص، وبالنسبة لغلادستون لم تكن العلاقات الجيدة مع العثمانيين هامة كما كانت سابقًا. وفي الوقت نفسه، وجدت تركيا حليفًا أوروبيًا جديدًا، بسمارك الألماني. وبذلك لم تشعر الدولة العثمانية بأنها مهددة لارتكاب المزيد من المجازر الحميدية في 1896.